# الأميرة مارتا من كاخيتي
مارتا (بالجورجية: მართა) كانت أميرة جورجية ملكية من سلالة باغراتيوني، وزوجة الملك الإيراني الصفوي (الشاه) عباس الأول (حكم 1588–1629).
كانت مارتا ابنة ديفيد الأول من زوجته كيتيوان، ابنة أشوتان الأول أمير موخراني.
تزوجت من عباس الأول في 20 سبتمبر 1604.